# Nephrotoma aurantiocincta
Nephrotoma aurantiocincta är en tvåvingeart som beskrevs av Alexander 1941. Nephrotoma aurantiocincta ingår i släktet Nephrotoma och familjen storharkrankar. Inga underarter finns listade i Catalogue of Life.